# Miss Minas Gerais 2017
Miss Minas Gerais 2017 foi a 60ª edição do tradicional concurso de beleza feminina de Miss Minas Gerais, válido este ano para a disputa de Miss Brasil 2017, único caminho para o Miss Universo. De inúmeras inscritas, apenas trinta (30) candidatas pré-selecionadas participaram da seletiva organizada pela Band Minas no dia 2 de Julho no "Ouro Minas Palace Hotel", na capital do Estado. Destas iniciais trinta candidatas, apenas duas seguiram para a final, no dia 3 de Julho, onde foi anunciada a grande campeã do certame dentro do programa Brasil Urgente, nos estúdios da Band Minas. A campeã do ano anterior, Paloma Marques passou a faixa e a coroa para Jéssica Porto, de Ituiutaba.

## Resultados

### Colocações
| Posição   | Município e Candidata            |
| Vencedora | - Ituiutaba - Jéssica Porto      |
| 2º. Lugar | - Uberaba - Victória Weitzel     |
| 3º. Lugar | - Belo Horizonte - Camila Vieira |

## Candidatas
Disputaram o título este ano:

### Finalistas
- Belo Horizonte - Camila Vieira

- Ituiutaba - Jéssica Porto

- Uberaba - Victória Weitzel

### Seletiva
Participaram da seletiva:
| - Alfenas - Luana Andrade - Andradas - Tayná de Carvalho - Barbacena - Alice Sousa - Barbacena - Lara Borgo - Belo Horizonte - Bárbara Martins - Belo Horizonte - Camila Vieira - Belo Horizonte - Camila Pimenta - Belo Horizonte - Ezabely Lopes - Belo Horizonte - Francielle Ferreira - Belo Horizonte - Letícia Gomes | - Belo Horizonte - Nathália Ferreira - Belo Horizonte - Pâmela Silva - Belo Horizonte - Paula Marlieri - Belo Horizonte - Raquel de Castro - Belo Horizonte - Thuany Martins - Botelhos - Janaína Figueiredo - Carmo do Cajuru - Thainá Mileib - Divinópolis - Stéfany Dias - Governador Valadares - Kíssila Lourenço - Guaxupé - Stéfani Silva | - Ipatinga - Tamara Goulart - Itaúna - Elizabeth Maria - Ituiutaba - Jéssica Porto - Leopoldina - Isabela Santos - Nova Lima - Desirée Rugani - Patos de Minas - Iara Santos - Poços de Caldas - Alina Castro - Sete Lagoas - Haíchar Amorim - Timóteo - Kássia Correa - Uberaba - Victória Weitzel |